# Anaktuvuk Pass, Alaska
Anaktuvuk Pass, Alaska (енгл. Anaktuvuk Pass) град је у америчкој савезној држави Аљаска.

## Демографија
По попису из 2010. године број становника је 324, што је 42 (14,9%) становника више него 2000. године.
| Група             | 2000.     | 2010.     |
| Белци             | 27 (9,6%) | 23 (7,1%) |
| Афроамериканци    | 4 (1,4%)  | 1 (0,3%)  |
| Азијати           | 0 (0,0%)  | 0 (0,0%)  |
| Хиспаноамериканци | 2 (0,7%)  | 7 (2,2%)  |
| Укупно            | 282       | 324       |